# Tommy Lee
Pour les articles homonymes, voir Lee.
Tommy Lee (de son vrai nom Thomas Lee Bass), est un batteur de rock américano-grec né le 3 octobre 1962 à Athènes, en Grèce. Il est avec Nikki Sixx le fondateur du groupe de hard rock Mötley Crüe. Il fut marié à l'actrice Heather Locklear puis à Pamela Anderson avec laquelle il eut deux enfants.

## Biographie

### Jeunesse

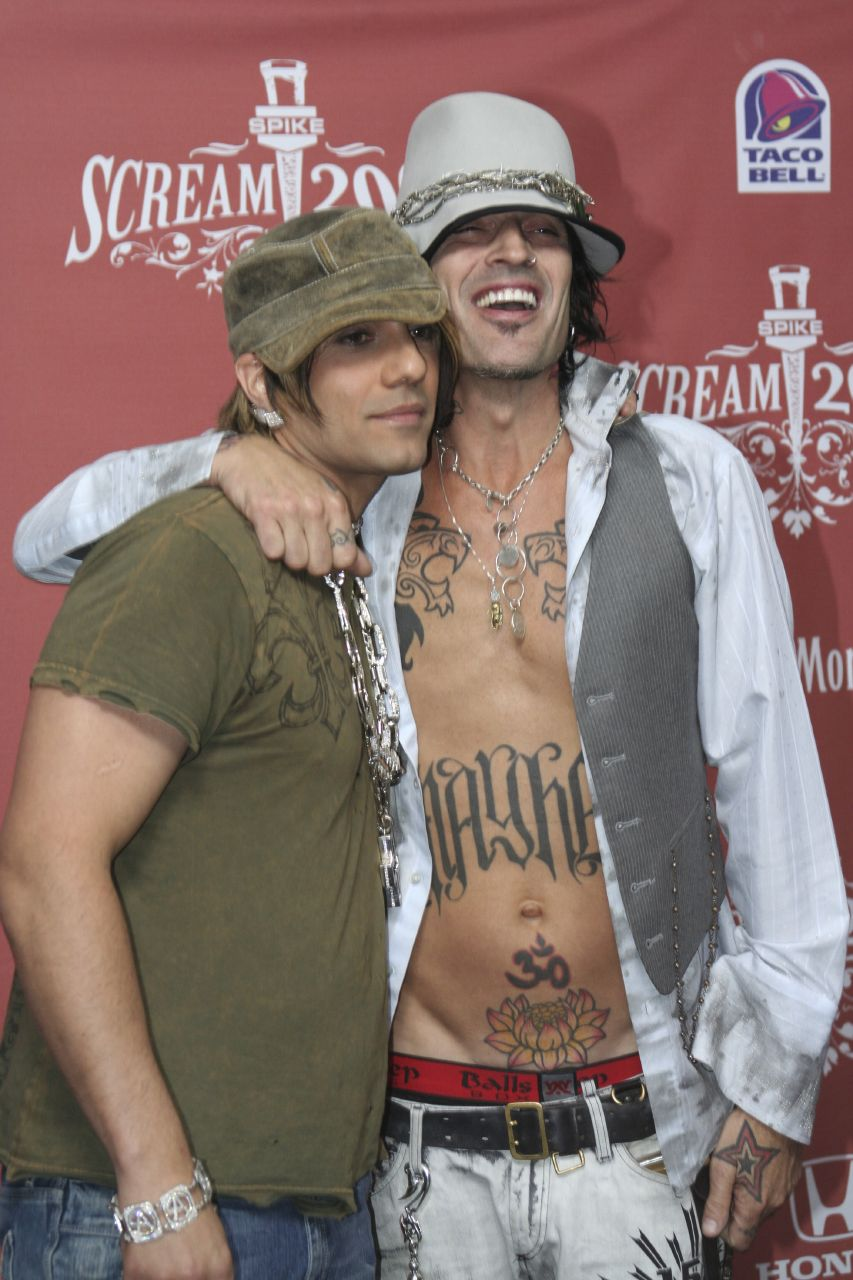
Criss Angel et Tommy Lee

Tommy Lee est né à Athènes en Grèce. Sa mère, Vassiliki "Voula" Papadimitriou est une ancienne miss Grèce 1957 alors que son père David Lee Thomas Bass est un soldat américain en service d’ascendance galloise. Lee a une sœur cadette nommée Athena Kottak qui est elle aussi batteuse, dans le groupe californien Kottak. Il est aussi l'ex beau-frère de James Kottak, ancien batteur du groupe de hard rock Scorpions. La famille Lee déménagea en Californie alors que Tommy est âgé de 1 an.
Tommy a reçu sa première batterie à l'âge de 14 ans. À l'époque, le jeune Lee est fan de hard rock et notamment Kiss, Deep Purple, Led Zeppelin, ou encore Judas Priest. À l'écoute de Kiss, Lee devient un grand fan de Peter Criss, le batteur du groupe.
Après avoir changé d'école, il intègre l'orchestre de son école à Covina en Californie, mais abandonne l'école dans sa dernière année de lycée pour se concentrer sur sa carrière musicale.
Son premier vrai groupe, Suite 19, se fait une certaine réputation, écumant les clubs de la Sunset Strip à Los Angeles à la fin des années 70. À cette époque, Lee croise pour la première fois son futur coéquipier Nikki Sixx, à l'époque bassiste dans un groupe théâtral appelé London, reprenant des standards du heavy metal. Ce dernier fut impressionné par le jeu de Tommy Lee derrière les fûts.
À ce moment, Nikki Sixx trouve un surnom à Lee, « T-Bone », dû notamment à sa grande taille (il mesure 189 cm) et à son corps très fin. Sixx et Lee décident alors de former un groupe ensemble. Peu de temps après, ils rencontrent le guitariste Mick Mars par le biais d'une petite annonce dans un journal local, qui est alors plus âgé que le reste du groupe.
Lee soumet à Sixx le nom d'un chanteur qu'il connaît, Vince Neil, alors chanteur du groupe Rockandi, qui rejoint le groupe au chant.

### Mötley Crüe

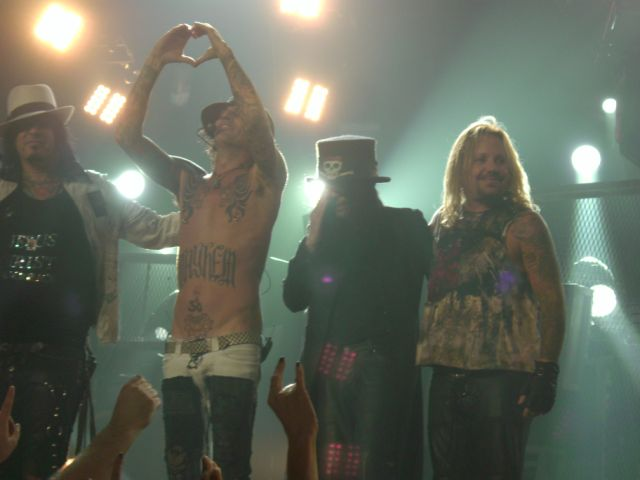
Tommy Lee au centre avec les membres de Motley Crue

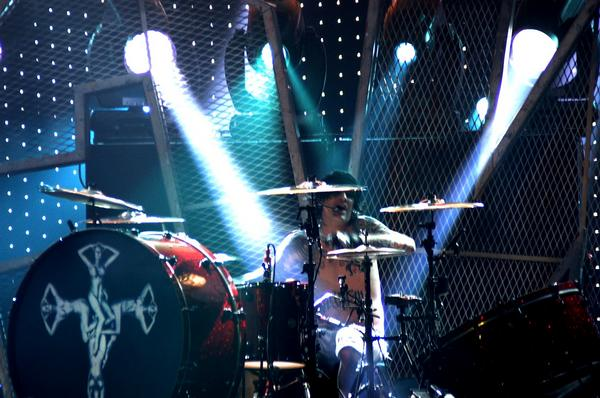
Tommy à la batterie avec Motley Crue

Rapidement, Mötley Crüe se construit une base solide de fans sur Los Angeles et sort son premier album intitulé Too Fast for Love, en 1981 sur le propre label Leathür Records. Elektra Records signe rapidement avec le groupe et décide de ressortir l'album en 1982.
Le groupe connaît sa plus grande vague de succès dans les années 1980, en 1983 Mötley Crüe sort l'album Shout at the Devil, en 1985 Theatre of Pain, en 1987 Girls, Girls, Girls et en 1989 Dr. Feelgood, s'établissant ainsi comme l'un des plus grands groupes de hard rock des années 1980.
Mötley Crüe construit aussi sa réputation grâce à sa représentation scénique, copiant certains signes sataniques, avec de grands jeux de lumière, la batterie de Lee accrochée à une plateforme tournante, beaucoup de pyrotechnie et des filles à moitié nues dansant sur scène.
Tommy Lee aura l'idée de construire une plateforme pour poser sa batterie et la faire tourner, ou encore lever sa batterie et se soulever au-dessus de la foule, ou encore en montrant ses fesses à chaque concert du groupe.
En dehors de la scène, Lee et le reste du groupe vit une vie rock 'n' roll, abusant souvent de l'alcool et de drogues.
Le début des années 1990 sera dur pour Mötley Crüe, après avoir viré Vince Neil et remplacé par John Corabi, le groupe sort l'album Mötley Crüe, premier album sans Neil en 1994. Malgré sa qualité les ventes ne sont pas aussi fortes que les précédents albums, deux ans plus tard Corabi est viré et Neil de retour.
Neil de retour, Mötley Crüe s'essaye à un nouveau son avec des tons plus grunge et rock alternatif. Malgré ce changement de cap, le succès n'est pas encore au rendez-vous.
Le groupe rentre alors dans une période creuse, et après la sortie d'un best of, Tommy passe quatre mois en prison, pour avoir agressé sa femme Pamela Anderson. À sa sortie, Lee se met à l'écart du groupe et forme son propre groupe de rap metal Methods of Mayhem dans lequel il joue de la guitare et chante.
En novembre 2007, Nikki Sixx annonce officiellement que Lee ne fait plus partie du groupe, expliquant que l'émission de télé-réalité que Lee tourne alors force le groupe à annuler plusieurs dates de concert. Lee quitte le groupe une première fois en septembre 2007, bien que Vince Neil réfuta l'information, Lee réintègre le groupe pour enregistrer le nouvel album Saints of Los Angeles.

### Carrière solo

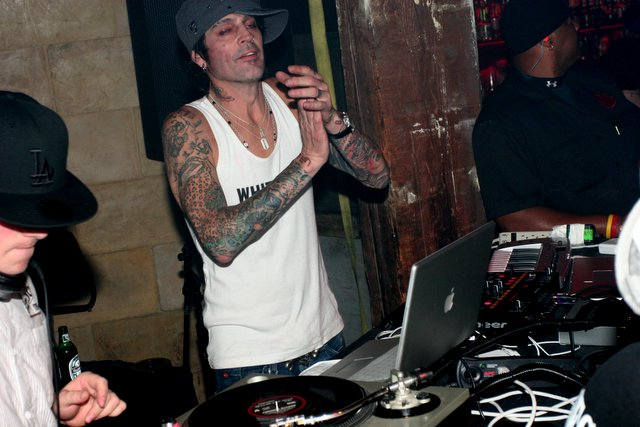
Tommy Lee en tant que DJ

En 2000, alors que Mötley Crüe est en sommeil pour une durée indéfinie, il en profite pour surfer sur la vague du rap metal et forme le groupe Methods of Mayhem. Le groupe réalisera un album éponyme la même année qui s'ensuivra d'une tournée.
Bien que Lee ait pris ses distances avec Mötley Crüe, il accepte de participer à la biographie du groupe The Dirt. En plus de Methods of Mayhem, Lee fait de multiples apparitions avec différents artistes, tels que le bassiste Stuart Hamm, Nine Inch Nails ou encore Rob Zombie. Il contribue aussi à la bande-son du premier film de sa femme d'alors Pamela Anderson, Barb Wire. Il collabore aussi avec les membres de Goldfinger pour leur projet Electric Love Hogs.
En 2002, Lee et son comparse de Methods of Mayhem se séparent, Tommy Lee enregistre alors avec les membres d'Incubus son premier album solo, Never A Dull Moment, qui contient des tonalités rap et électroniques.
En juin 2002, Lee et son groupe solo joue sur la scène principal de l'Ozzfest.
En 2004 il publie son autobiographie intitulé Tommyland et réalise un nouvel album studio intitulé Tommyland: The Ride en aout 2005.
Tommy enregistre en 2005 des parties de batterie pour le groupe Jack's Mannequin sur leur album Everything in Transit.
En 2006, il forme le groupe Rock Star Supernova avec l'ex-bassiste de Metallica Jason Newsted et l'ex-guitariste des Guns N' Roses Gilby Clarke. N'ayant pas de chanteur, Lee, accompagné de Newsted, Clarke, Dave Navarro et Brooke Burke choisit au travers de l'émission de télé-réalité Rock Star, Lukas Rossi comme chanteur. Le premier album éponyme du groupe sort en novembre 2006.
Récemment, Tommy Lee a tourné avec son ami de Methods of Mayhem et producteur DJ Aero, comme DJ de dance. Ensemble ils se font appeler Electric Mayhem et tournent à travers l'Amérique du Nord. Il apparaît désormais avec le duo de DJ Deep Dish dans divers villes des États-Unis.
En 2010, Tommy Lee enregistre l'album de Methods of Mayhem a Public Disservice announcement, pour lequel il recrute à l'aide du producteur Scott Humphreys (ancien producteur de Mötley Crüe et de Rob Zombie) de nombreux musiciens autour du globe dont quelques Français (tels de Franky batteur du groupe Dagoba, l'artiste guitariste et electro dubstep Amdukias...) par l'intermédiaire de thepublicrecords pour mixer l'album dans les studios de Tommy (studio atrium) et y inclure de nombreux autres artistes connus tels que Deadmau5, Skrillex, PhilX ...
En mai 2014, Billy Corgan (leader des Smashing Pumpkins), en cours d'écriture de ses nouveaux albums, annonce que Tommy enregistre la batterie sur 9 titres.

### Télévision
En 2004, Tommy Lee participe à sa propre émission de télé réalité, intitulé Tommy Lee Goes to College sur la chaîne NBC, l'émission mettant en scène Tommy Lee repartant au lycée, les caméras suivent ainsi Lee essayant de se fondre dans l'univers du lycée, s'enrôlant dans la fanfare du lycée, ou encore en suivant des cours d'horticulture, de chimie et de littérature.
Au printemps 2008, Tommy participe encore à une émission de télé réalité avec Ludacris pour la chaîne Planet Green, intitulée Battleground Earth, l'émission se basant sur Tommy Lee et Ludacris essayant de récolter des fonds pour des causes pour la planète.

## Vie privée

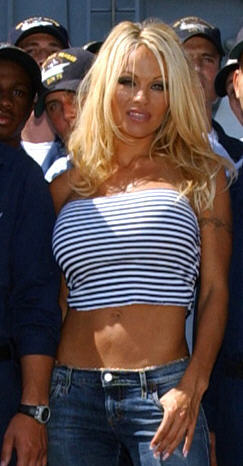
Pamela Anderson, l'ex-femme de Tommy Lee

Lee se marie une première fois en 1984 avec Elaine Irwin Bergen. Ils divorcent très vite après seulement un mois en mai 1984. En 1986, Lee se marie avec l'actrice Heather Locklear (Spin City) mais le couple divorce en 1993.
Après une courte relation avec le mannequin Bobbie Brown, il se marie avec l'actrice de Alerte à Malibu Pamela Anderson en 1995. Ensemble le couple a deux enfants, Brandon Thomas né le 6 juin 1996 et Dylan Jagger né le 29 décembre 1997. Lee et Anderson se marient très tôt, seulement un mois après leur rencontre.
À leur mariage sur une plage, Pamela Anderson et Tommy Lee connaissent l'un des incidents les plus connus de leur histoire, quand l'une de leurs vidéos privées est volée en 1995, sur ces vidéos, Lee et Anderson filment leurs ébats sexuels. La vidéo circule alors largement et fait figure de précurseur dans un genre appelé Sex Tape.
Le couple divorce en 1998, et quelques mois plus tard on détecte chez Lee une hépatite C. Après quoi, il purge une peine de 4 mois de prison pour avoir frappé Pamela Anderson alors qu'elle tenait leur fils Dylan.
Lee sort alors avec Mayte Garcia l'ex-femme de Prince, se fiançant brièvement.
En 2008, il fut annoncé que Lee et Pamela Anderson vivaient de nouveau ensemble avec leurs deux enfants.
Par ailleurs, Tommy Lee et le chanteur Kid Rock ont eu certains différends entre eux. Alors que Lee était en prison, Kid Rock appela Lee en prison pour lui annoncer qu'il allait sortir avec Pamela Anderson, Tommy Lee menaça de le tabasser si jamais ils se rencontraient en prison.
En 2004, Kid Rock, Pamela Anderson et Tommy Lee se retrouvèrent par coïncidence dans le même hôtel, le Mandala Bay Hotel à Las Vegas. À cette époque, Kid Rock apprit qu'Anderson avait contracté l'hépatite C à cause de Tommy Lee. Kid Rock chercha partout dans l'hôtel la chambre de Lee, mais la confrontation échoua lorsque Kid Rock se trompa de chambre.
Durant le Super Bowl 2006, Tommy Lee fut attaqué par le rappeur Trick Trick après que celui-ci eut fait plusieurs remarques à l'encontre de Kid Rock.
Après le divorce de Kid Rock et Pamela Anderson en 2006, Anderson retourna brièvement avec le batteur de Mötley Crüe. Tommy Lee en profita pour narguer Kid Rock en lui envoyant des SMS pour lui annoncer leur nouvelle relation.
Tommy Lee est également un très bon ami du producteur de musique deadmau5.

## Affaires judiciaires
En 1996, Lee plaide déjà non coupable lorsqu'il fut accusé d'avoir attaqué un photographe juif à l'extérieur du Viper Room à Los Angeles. Quand le photographe poursuivit Lee en justice, il déclara que la croix gammée était visible sur Tommy. L'avocat de Lee argumenta alors que cela fausserait le jugement des jurés et que ce n'était pas juste pour Lee. Lee nia tout d'abord l'existence du tatouage, avant de faire volte-face et d'expliquer que c'était une erreur stupide de jeunesse.
En 1998, Lee connait des ennuis avec la justice quand il exhibe un tatouage en forme de croix gammée sur son bras.
En 1998, il fut condamné a 4 mois de prison pour violence conjugale sur Pamela Anderson. En mai 2000, Lee a purgé cinq jours de prison pour avoir violé sa probation en buvant de l'alcool.
En 2001, lors de la fête d'anniversaire de son fils Dylan, l'un des amis de son fils, le garçon de l'actrice Ursula Karven, se noie dans la piscine de Tommy Lee. Karven poursuit alors Lee au tribunal pour négligence, clamant que Lee aurait dû engager un sauveteur, étant le propriétaire de la piscine. Lee fut finalement jugé non coupable par un jury en avril 2003.
En 2007, aux MTV Video Music Awards, alors que Kid Rock était parti aux toilettes, Tommy Lee prit son siège dans la salle pour parler à P. Diddy. À son retour, Kid Rock gifla et frappa Tommy Lee au visage, les deux furent séparés par les vigiles de la cérémonie. Kid Rock déclara plus tard qu'il en avait assez du manque de respect de Lee. Lee plaide coupable d'agression,.

## Équipement
Kit actuel : Batterie DW DRUMS
- 5 × 14 Satin Oil Edge Snare Drum
- 11 × 14 Tom-Tom
- 13 × 16 Tom-Tom
- 14 × 18 Tom-Tom
- 16 × 26 Bass Drum
- 18 × 32 Bass Drum

Cymbales : Zildjian 
- 14" Z Custom Splash
- 15" A Rock HiHats
- 15" A New Beat HiHats
- 18" Z Custom Projection Crash
- 19" Z Custom Medium Crash
- 19" Z Custom Thrash Rid
- 20" A Custom Medium Crash

## Chronologie Groupe
- Mötley Crüe (1981-1998) - (2004 - présent)
- Methods of Mayhem (1999 - 2000) - (2009 - présent)
- Tommy Lee Solo (2001 - présent)
- Rock Star Supernova (2006-2007 en sommeil)
- Electro Mayhem (2000 - présent)
- WTF? (2007 - présent)

## Discographie

### Solo
| Année | Album               | Contribution               |
| ----- | ------------------- | -------------------------- |
| 2002  | Never a Dull Moment | chant / guitare / batterie |
| 2005  | Tommyland: The Ride | chant / guitare / batterie |

### Mötley Crüe
Albums studio
| Année | Album                 | Contribution                          |
| ----- | --------------------- | ------------------------------------- |
| 1981  | Too Fast for Love     | batterie                              |
| 1983  | Shout at the Devil    | batterie                              |
| 1985  | Theatre of Pain       | batterie                              |
| 1987  | Girls, Girls, Girls   | batterie                              |
| 1989  | Dr. Feelgood          | batterie                              |
| 1991  | Decade of Decadence   | batterie                              |
| 1994  | Motley Crue           | batterie                              |
| 1994  | Quaternary            | batterie                              |
| 1997  | Generation Swine      | batterie, chant sur la piste "Brandon |
| 2005  | Red, White & Crüe     | batterie                              |
| 2008  | Saints of Los Angeles | batterie                              |

### Methods of Mayhem
| Année | Album                           | Contribution             |
| ----- | ------------------------------- | ------------------------ |
| 1999  | Methods of Mayhem               | chant / batterie / chant |
| 2010  | A public diservice announcement | chant/batterie           |

### Rock Star Supernova
| Année | Album               | Contribution |
| ----- | ------------------- | ------------ |
| 2006  | Rock Star Supernova | batterie     |

### Collaborations
| Année | Artiste/Groupe        | Album                 | Contribution |
| ----- | --------------------- | --------------------- | ------------ |
| 1991  | Richard Marx          | Rush Street           | batterie     |
| 1998  | Rob Zombie            | Hellbilly Deluxe      | batterie     |
| 2005  | Jack's Mannequin      | Everything in Transit | batterie     |
| 2007  | Fuel                  | Angels & Devils       | batterie     |
| 2013  | The Bloody Beetroots  | Raw                   | batterie     |
| 2014  | The Smashing Pumpkins | Monuments to an Elegy | batterie     |

## Filmographie
- 2011 : Californication créée par Tom Kapinos (saison 4, épisode 8) : lui-même
- 2019 : The Dirt de Jeff Tremaine (coproducteur)

## Divers
Le 12 Juin 2020, le morceau "Tommy Lee" du rappeur Tyla Yaweh, en collaboration avec Post Malone est sorti. Ils parlent de vivre la vie avec joie, sans peur, en gardant toujours espoir pour le meilleur, et en n’abandonnant jamais la vie. Le titre de la chanson est une référence directe à Tommy Lee et son énergie quand il jouait de sa batterie.
En 2022, le service américain Hulu diffuse la mini-série Pam and Tommy, qui retrace la vie de Tommy Lee lors de la publication de sa sextape avec Pamela Anderson. Lee y est interprété par l'acteur roumano-américain Sebastian Stan.